# 砂田弘
砂田 弘（すなだ ひろし、1933年5月26日 - 2008年3月20日）は、日本の児童文学作家・評論家。

## 来歴・人物
当時日本の一部になっていた朝鮮半島の、現在の大韓民国に相当する地域で生まれる。敗戦後は父の故郷である山口県に引き揚げ、いわゆる外地からの引揚者として育つ。
福岡県立修猷館高等学校在学中には北原白秋に傾倒し、高校の文芸誌にも多くの童謡を発表した。早稲田大学第一文学部仏文学科卒業。当初は早稲田大学公認サークルである「早稲田大学現代文学会」（生島治郎、富島健夫などを輩出）に入会する。だが部室が早大童話会と斜め向かいの位置関係にあり、童話会にも出入りするようになると、童話会のほうに魅力を感じていった。まったく同じサークル遍歴をたどった古田足日が同人の「小さな仲間」に参加。古田らと交流を深めたを機に創作活動に専念。多数の創作・伝記・評論を執筆した。童話会メンバーが中心になって発足した「びわの実学校」の同人でもある。
タクシー運転手が欠陥車によって引き起こされた事故に巻き込まれて葛藤する姿を描いた『さらばハイウェイ』（偕成社、1970年）で日本児童文学者協会賞受賞。また、『砂田弘評論集成』（てらいんく、2003年）で日本児童文学者協会賞特別賞を受賞。
中でも代表作の一つである『二死満塁』（ポプラ社、1978年）は少年野球をテーマとし、野球を愛する事で人間的弱さや不幸な環境を乗り越えて成長する少年の姿を生き生きと描き出した作品である。
1981年から1984年まで山口女子大学教授を務め、2000年から2006年までは日本児童文学者協会第13代会長を務めた（両者とも古田足日の後任）。
2008年3月20日、胃癌の為に逝去。74歳没

## 著書
- 『東京のサンタクロース』（理論社、創作少年文庫） 1961[1]
- 『道子の朝』（盛光社） 1968、のち偕成社文庫
- 『世紀の海底トンネル』（粕谷逸男共著、鹿島研究所出版会、少年の科学） 1968
- 『さらばハイウェイ』（偕成社） 1970、のち文庫
- 『帰ってきたゼロ戦』（国土社、創作子どもSF全集） 1971
- 『ちびっこが七人』（フレーベル館） 1971
- 『よわむしツヨシ』（講談社） 1971
- 『まちとむら』（ポプラ社、しゃかいの絵本） 1971
- 『甲子園・熱球物語』（講談社、少年少女講談社文庫） 1973
- 『六年生のカレンダー』（偕成社） 1973、のち文庫
- 『サインのない手紙 行け!少年探偵団』（偕成社） 1974、のち文庫 - こども傑作シリーズ（テレビ朝日）にて3度ドラマ化
- 『きゅうきゅうしゃのぴぽくん』（偕成社、のりもの絵どうわ） 1974
- 『ゴンにきたてがみ』（小峰書店） 1975
- 『三人で見た空』（金の星社） 1975、のちフォア文庫
- 『五年生のスケッチ』（偕成社） 1977
- 『二死満塁』（ポプラ社） 1977、のち文庫
- 『おばあさんのとっくり』（岩崎書店） 1977、のちフォア文庫
- 『まさるのぼうけん』（金の星社） 1978
- 『八月の冒険』（小学館） 1980
- 『いやいやバスの3ばんくん』（小峰書店、のりものえほん） 1980
- 『おかあさんのまたこんどね』（PHP研究所） 1981
- 『三人のちびっこはかせ』（佼成出版社） 1981
- 『あさいちばんのしんかんせん』（小峰書店、のりものえほん） 1981
- 『トランプ物語』（偕成社） 1982
- 『まわるまわるやまのてせん』（小峰書店、のりものえほん） 1983
- 『父さんはやっぱり父さん』（あすなろ書房） 1984
- 『パパがお父さんになるとき』（小峰書店） 1984
- 『ふたりのブルートレイン』（岩崎書店） 1984
- 『ペダルに希望をのせて 障害をもつ子どもたちのためにはしる競輪選手』（PHP研究所） 1986
- 『少年探偵事件ノート』（岩崎書店） 1986、のちフォア文庫
- 『ケチケチマンとおにいちゃん』（小峰書店） 1988
- 『ねこねこ大行進』（あかね書房） 1988
- 『かあさん甲子園へいく』（ポプラ社） 1988
- 『少女探偵事件ファイル』（岩崎書店） 1989、のちフォア文庫
- 『ユミのにいさん』（岩崎書店、幼年文学名作選） 1989
- 『街はジャングル』（草土文化） 1992
- 『やっぱりステキお父さん』（佼成出版社、いちご文学館） 1992
- 『しょうぼうじどうしゃはしごくん』（PHP研究所、PHPのりものえほん） 1992
- 『お父さんたちの四季』（PHP研究所） 1993
- 『ちかてつのオレンジくん』（PHP研究所、PHPのりものえほん） 1993
- 『おばあちゃんのせなか』（金の星社） 1994
- 『ダイヤのゆびわをさがせ! ニッポンちびっこ探偵団』（ポプラ社） 1994
- 『かくえきていしゃのゆっくりくん』（教育画劇、のりものえほん） 1995
- 『ふき子の父』（岩崎書店） 1995
- 『百五十さいの名探偵』（岩崎書店） 1996
- 『パトロールカーのパトくん』（PHP研究所、PHPのりものえほん） 2000
- 『背番号は34 すてきなおとなたち』（ポプラ社） 2001
- 『砂田弘評論集成』（てらいんく） 2003
- 『その名は新選組』（ポプラ社） 2003
- 『悪いやつは眠らせない』（ポプラ社） 2007

### 伝記
- 『にのみやきんじろう』（小峰書店、幼年偉人ものがたり） 1963
- 『マルコ・ポーロ』（三十書房、少年少女世界探検家物語） 1964、のちフォア文庫
- 『豊田佐吉』（国土社、子ども伝記全集） 1967
- 『ベーブ・ルース』（小峰書店、幼年伝記ものがたり） 1972、のちフォア文庫
- 『一休さん』（主婦の友社、少年少女世界伝記全集16） 1977
- 『ファーブル』（講談社） 1978
- 『田中正造 公害とたたかった鉄の人』（講談社火の鳥伝記文庫） 1981
- 『高杉晋作』（さ・え・ら書房、少年少女伝記読みもの） 1982
- 『坂本竜馬 明治維新の原動力』（講談社火の鳥伝記文庫） 1985
- 『上杉謙信』（ポプラ社文庫） 1987
- 『西郷隆盛 明治維新を生きた男』（講談社） 1989
- 『リンカーン』（講談社、少年少女伝記文学館） 1989
- 『咸臨丸の男たち 勝海舟・ジョン万次郎・福沢諭吉』（講談社） 1990
- 『真田幸村 大阪の陣悲運の武将』（講談社火の鳥伝記文庫） 1992
- 『柳生十兵衛 剣術の達人』（講談社火の鳥伝記文庫） 1997
- 『ヘレン・ケラー』（ポプラ社、おもしろくてやくにたつ子どもの伝記） 1998
- 『宮本武蔵』（ポプラ社） 2002
- 『源義経』（ポプラ社） 2004

## 翻訳・再話
- 『やじさんきたさん』（朝日ソノラマ、日本名作ものがたり） 1978
- 『とんちまつりだ! 彦市どん』（ポプラ社、こどもおもしろ館） 1979
- 『わたしキャンプの名投手』（ジャネット・シュルマン あかね書房） 1980
- 『三銃士』（デュマ、ポプラ社、こども世界名作童話） 1987
- 『ああ無情』（ユーゴー、ポプラ社、こども世界名作童話） 1988
- 『南総里見八犬伝』（ポプラ社、21世紀によむ日本の古典） 2002